# Zawodzie (Elbląg)
Zawodzie – dzielnica Elbląga położona na lewym brzegu rzeki Elbląg.
W czasach Polski Ludowej znajdowały się tam Elbląskie Zakłady Naprawy Samochodów, znane głównie z napraw autobusów marki Autosan.